# بارنی مارتین
بارنی مارتین (انگلیسی: Barney Martin؛ ۳ مارس ۱۹۲۳ – ۲۱ مارس ۲۰۰۵) یک هنرپیشه اهل ایالات متحده آمریکا بود. وی بین سال‌های ۱۹۵۶ تا ۲۰۰۰ میلادی فعالیت می‌کرد.

## گزیده فیلمشناسی
از فیلم‌ها یا برنامه‌های تلویزیونی که وی در آن نقش داشته‌است می‌توان به آثار زیر اشاره کرد.
- مرد عوضی (فیلم ۱۹۵۶) (۱۹۵۶)
- به فردا امیدی نیست (۱۹۵۹)
- عشق با غریبه مطلوب (۱۹۶۳)
- تهیه‌کنندگان (فیلم ۱۹۶۸) (۱۹۶۷)
- چارلی (فیلم) (۱۹۶۸)
- لولا (فیلم ۱۹۶۹) (۱۹۷۰)
- فیلم فیلم (۱۹۷۸)
- آرتور (فیلم ۱۹۸۱) (۱۹۸۱)
- دختران زرین (۱۹۹۱)
- قهرمان (فیلم ۱۹۹۲) (۱۹۹۲)
- ساینفلد (۱۹۹۱–۱۹۹۸)